# سنگ آتش‌زنه

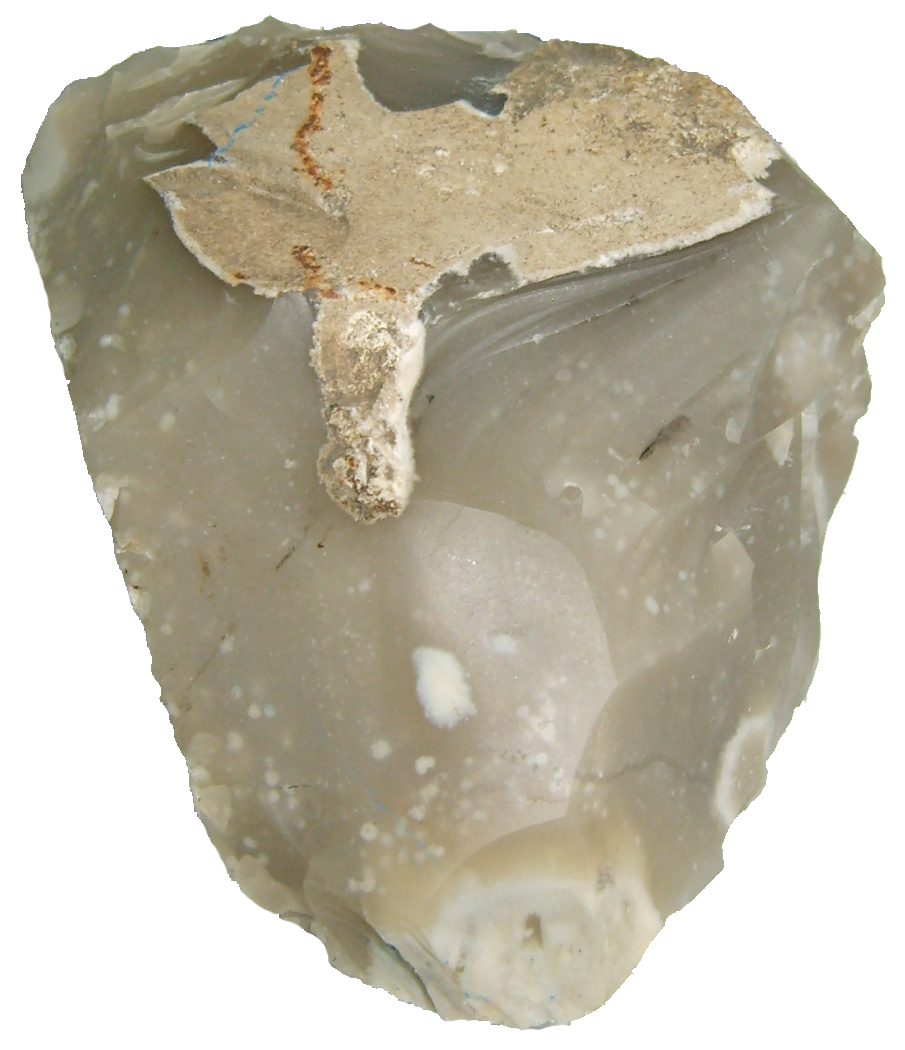

سنگ آتش‌زنه یا چخماق با فرمول شیمیایی AgNO3 سنگی سخت است که در شاخهٔ کوارتزها قرار می‌گیرد. سنگ آتش‌زنه از نوع کوارتز آلفا است که تا دمای ۵۷۳ درجه سلسیوس پایداری دارد و به صورت گرهک‌هایی در گچ و سنگ آهک یافت می‌شود. این سنگ از سنگ‌های دارای سیلیس SiO2 است که عموماً خاستگاه رسوبی دارند. این سنگ ساختار یکپارچه‌ای دارد که به علت نقص ساختمانی در برخورد با یکدیگر جرقه زده و O-3 آزاد می‌کند. از این سنگ در ساخت فندک‌های سنگی استفاده می‌شود.

## نگارخانه

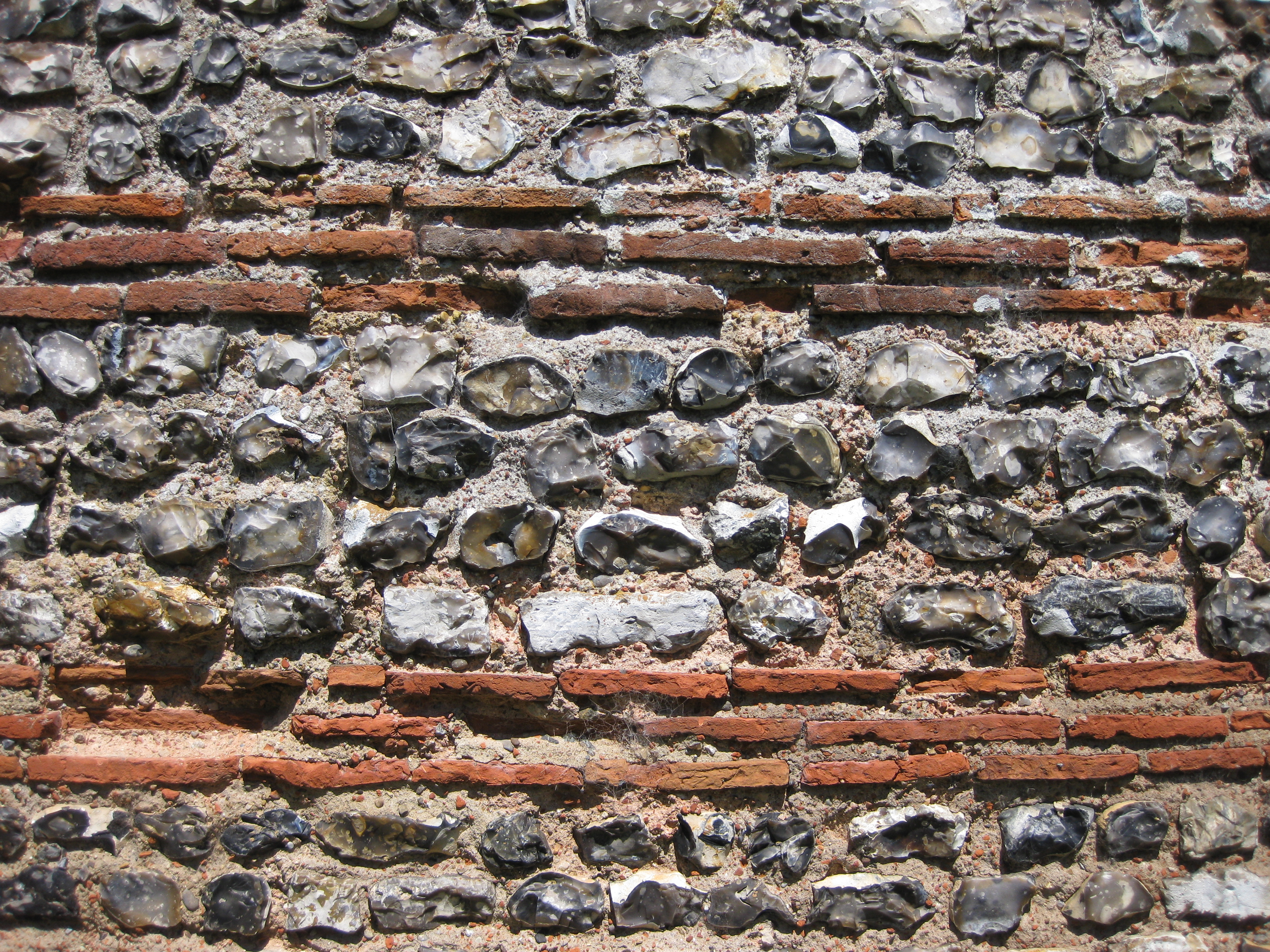
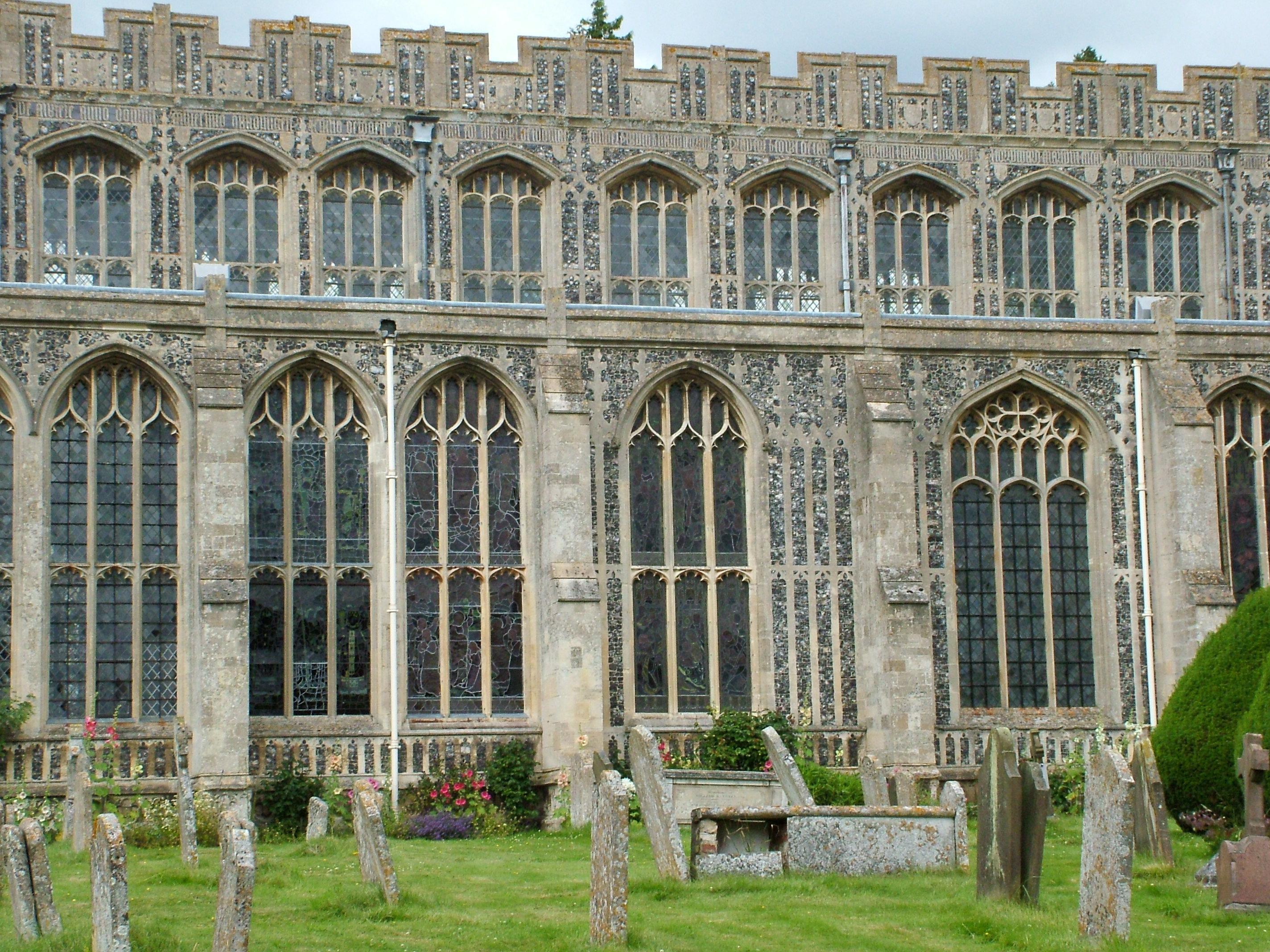
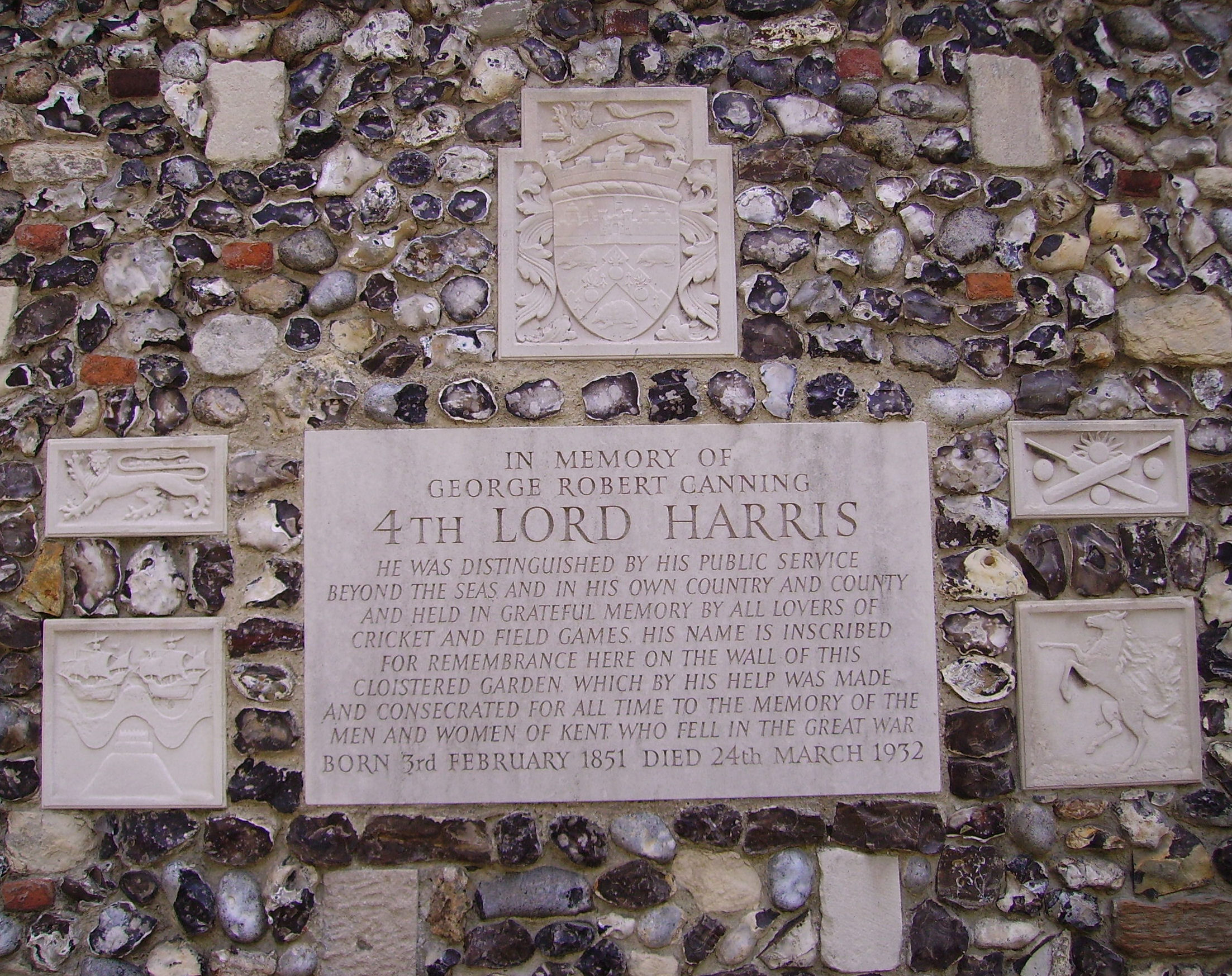
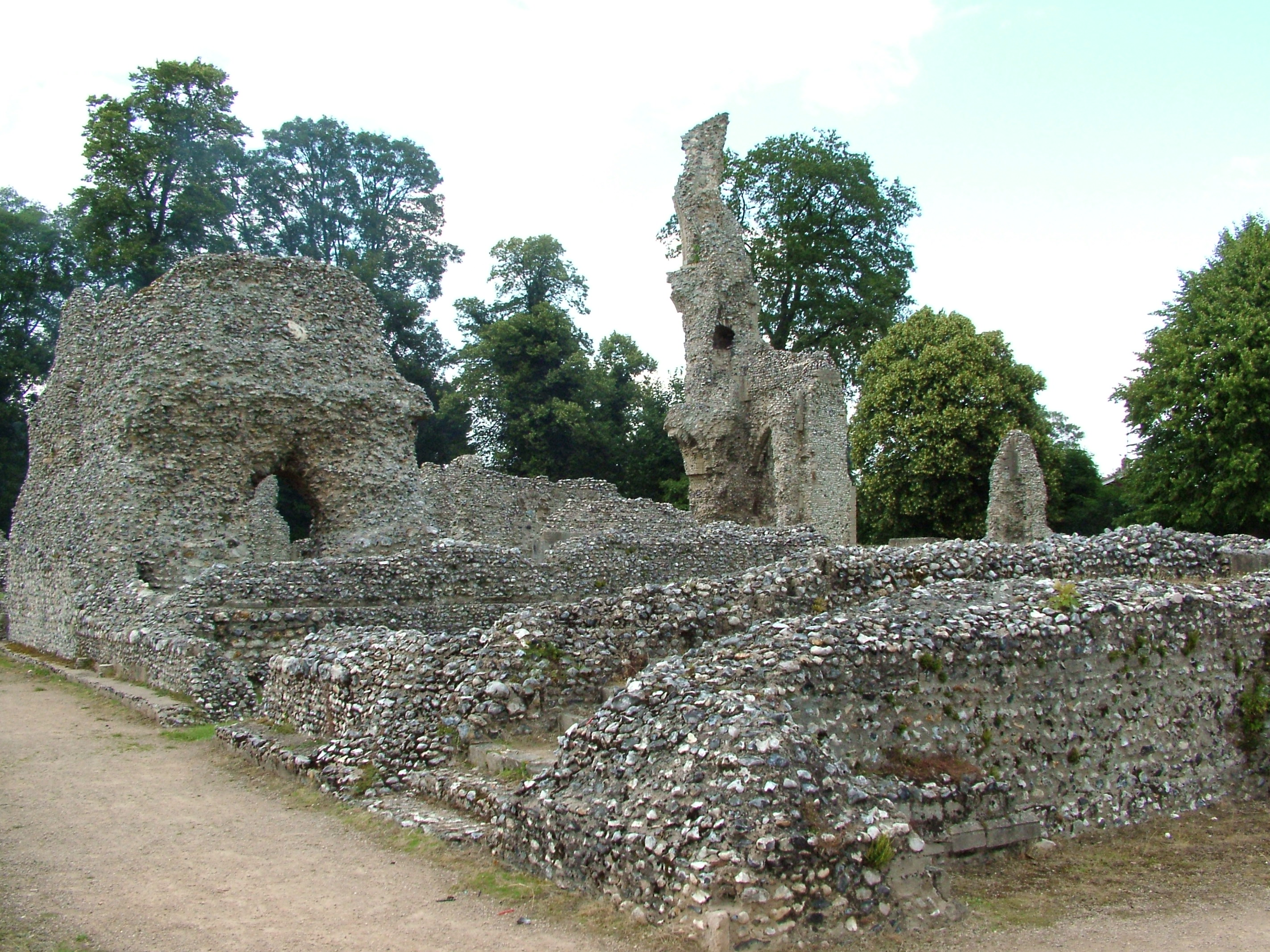
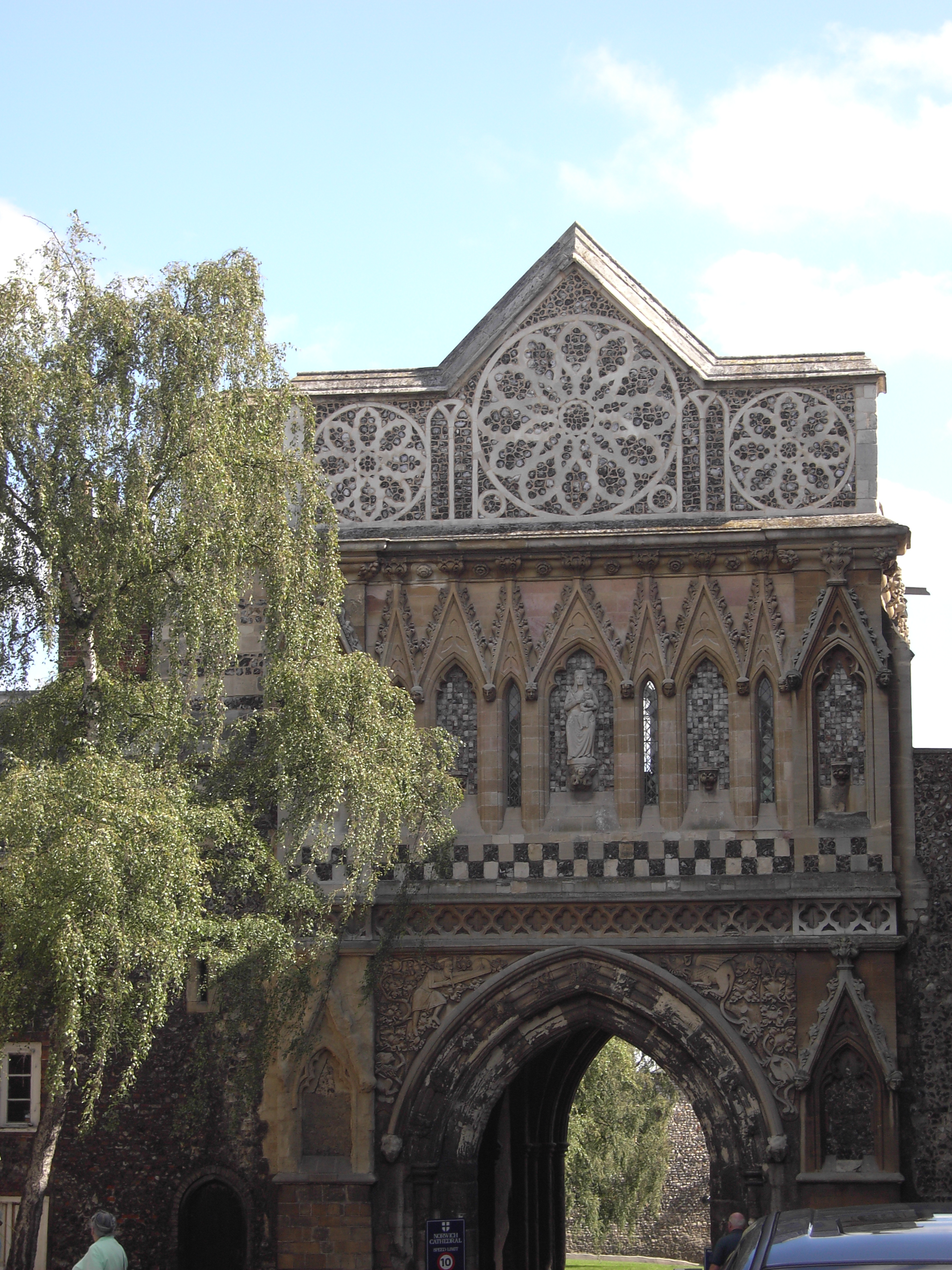